# Partido Chascomús
Chascomús ist ein Partido im Norden der Provinz Buenos Aires in Argentinien. Laut einer Schätzung von 2019 hat der Partido 46.359 Einwohner auf 4.225 km². Der Verwaltungssitz ist die Ortschaft Chascomús. Im Jahre 2009 wurde das Partido Lezama von Chascomús abgespalten.

## Wirtschaft
Chascomús hat, wie der Großteil der Provinz Buenos Aires, viele Rinder- und Milchviehbetriebe. Zu den landwirtschaftlichen Produkten der Gegend gehören Mais, Weizen, Gerste, Hafer, Sojabohnen und Sorghum, während die Imkerei ebenfalls eine Rolle in der lokalen Wirtschaft spielt.
Chascomús hat auch einen starken industriellen Sektor, der Milchprodukte, Textilien und landwirtschaftliche Maschinen herstellt.
Die Tourismusbranche in Chascomús wird hauptsächlich vom Wochenendtourismus aus dem Großraum Buenos Aires dominiert.